# مايك بوتشر
مايك بوتشر (بالإنجليزية: Mike Butcher)‏ هو لاعب كرة قاعدة أمريكي، ولد في 10 مايو 1965 في دافنبورت في الولايات المتحدة.

## وصلات خارجية
- مايك بوتشر على موقع دوري كرة القاعدة الرئيسي (الإنجليزية)
- مايك بوتشر على موقعبيزبول رفرنس.كوم (الدوري الرئيسي) (الإنجليزية)
- مايك بوتشر على موقعبيزبول رفرنس.كوم (الدوري الثانوي) (الإنجليزية)
- مايك بوتشر على موقع إي إس بي إن.كوم (أم.أل.بي) (الإنجليزية)
- مايك بوتشر على موقع مشجعي الرسوم البيانية (الإنجليزية)